# سيسلرية سادلرية
سيسلرية سادلرية (الاسم العلمي:Sesleria sadleriana) هي نوع من النباتات تتبع جنس السيسلرية من الفصيلة النجيلية.